# Villa Collemandina
Villa Collemandina település Olaszországban, Toszkána régióban, Lucca megyében. Lakosainak száma 1202 fő (2023. január 1.). Villa Collemandina Castiglione di Garfagnana, San Romano in Garfagnana, Sillano Giuncugnano, Villa Minozzo és Pieve Fosciana községekkel határos.

## Népesség
A település lakossága az elmúlt években az alábbi módon változott:
| Lakosok száma | 1319 | 1309 | 1202 |
|               | 2017 | 2018 | 2023 |